# Awareness League
A Awareness League (Liga da Consciência) foi uma organização anarquista nigeriana ativa de 1991 a 1999. A Awareness League passou por vários períodos de repressão, tornando esporádicos os seus próprios esforços organizacionais e de continuidade, bem como as comunicações com o resto do movimento anarquista. AL era conhecido por ser anarco-sindicalista na orientação, tendo ingressado no IWA – AIT em seu congresso em Madrid em dezembro de 1996.
Os membros da AL eram principalmente estudantes, professores, professores universitários, jornalistas e outros ativistas da esquerda nigeriana. Seus militantes participaram de várias greves no serviço público.
Sam Mbah, autor de Anarquismo Africano: História de um Movimento (junto com I.E. Igariwey), era um membro ativo em AL.